# Vicente Guerrero (västra Salto de Agua kommun)
Vicente Guerrero är en ort i Mexiko.   Den ligger i kommunen Salto de Agua och delstaten Chiapas, i den sydöstra delen av landet, 800 km öster om huvudstaden Mexico City. Vicente Guerrero ligger 334 meter över havet och antalet invånare är 169.
Terrängen runt Vicente Guerrero är varierad. Runt Vicente Guerrero är det ganska tätbefolkat, med 60 invånare per kvadratkilometer. Närmaste större samhälle är Tila, 18,9 km sydväst om Vicente Guerrero. Trakten runt Vicente Guerrero består till största delen av jordbruksmark.